# Caza (striptekenaar)
Philippe Cazaumayou (14 november 1941), bekend onder het pseudoniem Caza, is een Frans illustrator en striptekenaar. Hij werd erg beïnvloed door de Popart, zeker in zijn vroeg werk, met schreeuwerige kleuren en vreemde en mysterieuze verhalen. 
Cazaumayou werkte aanvankelijk als tekenaar in de reclamewereld. In 1970 werd zijn eerste strip Kris Kool uitgegeven door Eric Losfeld en het jaar daarop begon hij te werken voor het Franse stripblad Pilote. Hij tekende er de strips Quand les costumes auront des dents (1971) en Scènes de la vie de banlieu (1972-1979). In die laatste stripreeks tekende Caza een karikatuur van zichzelf als hoofdfiguur: een intellectuele hippie met een rode baard en ronde brilglazen. In het Nederlands verschenen enkele bundelingen van deze verhalen bij Dargaud onder de titel Verhalen van Caza. Vanaf 1972 begon hij te publiceren voor het stripblad Métal hurlant (en het Engelstalige magazine Heavy Metal). Deze losse verhalen werden later gebundeld en als album uitgegeven onder de titels Les habitants du crépuscule (1982), Arkhé (1982) en Lailah (1988).
Caza werkte daarnaast als illustrator en tekende veel omslagen van tijdschriften (Planète, Galaxie, beide sciencefictiontijdschriften) en boeken (reeksen J'ai lu en Je bouquine).
En hij werkte mee aan de realisatie van enkele animatiefilms, waaronder Ganadhar (1988) van René Lalou.

### Vertaald in het Nederlands
- Zachtjes met de buren
- Aan 't eind linksaf
- Amiante 1 - Kroshmargh
- Amiante 2 - Het eiland van de droevige reus
- Amiante 3 - Het labyrint van de vale maan

### Vertaald in het Engels
- Chimères
- Vampires
- Kris Kool

- Biblioteca Nacional de España: XX1316987
- Bibliothèque nationale de France: cb11895655p (data)
- Catàleg d'autoritats de noms i títols de Catalunya: 981058513374406706
- Gemeinsame Normdatei: 11134381X
- International Standard Name Identifier: 0000 0000 7975 3566
- Library of Congress Control Number: no2015039138
- MusicBrainz: 821417c8-32fb-42eb-8d4e-f8ce4b3693fd
- Nederlandse Thesaurus van Auteursnamen: 069263493
- Istituto Centrale per il Catalogo Unico: UBOV437199
- Système universitaire de documentation: 026773449
- Virtual International Authority File: 52313137
- WorldCat: E39PBJmdy8YBTVT993QkVHBwYP